# Rafiz Aliti
Rafiz Aliti (født 29. april 1956 i Radushë Makedonien), også kendt som kommandant mësuesi, er en makedonsk politiker af albansk afstamning som på nuværende tidspunkt er næstformand for det Makedonske parlament. Han er medlem af BDI som er albanernes største politiske parti i Makedonien og var også næstformand for partiet i perioden 2002 til 2006. Han har også tidligere arbejdet som administrerende direktør for det makedonske postvæsen.
Rafiz Aliti er mest kendt for sin rolle under borgerkrigen i Makedonien, hvor han fungerede som en af de operationelle ledere i den albanske Nationale Befrielseshær (UÇK) i Makedonien, samt hans bidrag under Kosovo-krigen i 1998. Rafiz Aliti har også spillet en central rolle i demokratiseringsprocessen i Makedonien og gennemførelsen af Ohrid-aftalen som blev underskrevet i 2001. Han har en kandidatgrad i idræt fra Prishtina universitet i Kosova. Herefter arbejdede han som underviser i hjemmebyen Radushë, indtil 2001 hvor borgerkrigen i Makedonien brød ud. Her fik han netop en central rolle for UCK, da han blev kommandant og stod i spidsen for den mest succesfulde UÇK-brigade (brigada 115). Brigaden var med til at nedkæmpe det makedonske regime, i og omkring storbyen Radushë, uden at lide et eneste tab.
Rafis Aliti er gift og har 4 børn.